# Martin Perizzolo
Martin Perizzolo, né le 4 novembre 1975 à Montréal, est un artiste qui travaille depuis 1995 principalement dans le monde de l'humour. Il agit comme auteur et il interprète également des rôles au petit écran pour des publicités ou téléséries. Cocréateur de l'émission L'gros show avec Mike Ward et Alain Lavoie. Martin Perizzolo interprète le rôle de Poudy.
Il a prêté sa voix au clip Whippet d'eXterio.
Il a aussi animé l'émission Les Bouche-Trous diffusée à Ztélé, en duo avec l'humoriste Patrice Bélanger.
Il joue également le rôle de Benoît dans les publicités de fromages du Québec. 
Depuis 2014, il apparaît dans l'émission Les beaux malaises, sur le réseau TVA, où il joue le rôle de Jean-François, ami de la vedette Martin Matte.
Lors d'un épisode de Expéditon Extrême sur Ztélé simulant un épisode de survie le sortant de sa zone de confort, Martin Perizzolo réagit de manière colérique, faisant alors couler beaucoup d'encre.